# Giovanni Setti
Giovanni Setti (Parma, 29 ottobre 1969) è un ex cestista e dirigente sportivo italiano.

## Carriera
Cresce nelle giovanili della Virtus Bologna arrivando fino alla prima squadra, con cui colleziona le prime presenze in Serie A1. Nel 1989-90 gioca in A2 a Brescia, poi torna a Bologna per l'ultimo anno alle vu nere.
Dal 1991 al 1994 milita nel campionato di Serie B1 rispettivamente con la maglie di Andrea Costa Imola, Serapide Pozzuoli e Virtus Ragusa.
Nel biennio 1994-1996 gioca per la Libertas Udine, il primo anno in A2 e il secondo in B1.
Nel 1996 si trasferisce all'Aurora Jesi, conquistando la prima promozione in Serie A2 nella storia del club marchigiano. Qui Setti rimane in tutto quattro anni, fino al 2000, quando passa alla Dinamo Sassari in B1.
Al termine della stagione 2001-02, con la Robur Osimo, conquista un'altra promozione nel secondo campionato nazionale, che nel frattempo era stato ribattezzato Legadue. Passato ai colori biancazzurri della Cimberio Novara nel 2003, continua a giocare in Legadue fino al 2006.
Nel 2006-07 è di scena al Gira Ozzano. Successivamente continua a giocare nelle minors, vince uno scudetto Under-19 nelle vesti di assistente allenatore di Giordano Consolini alla Virtus, e nel 2010 viene nominato nuovo ds di Ozzano.